# Ian Goodfellow

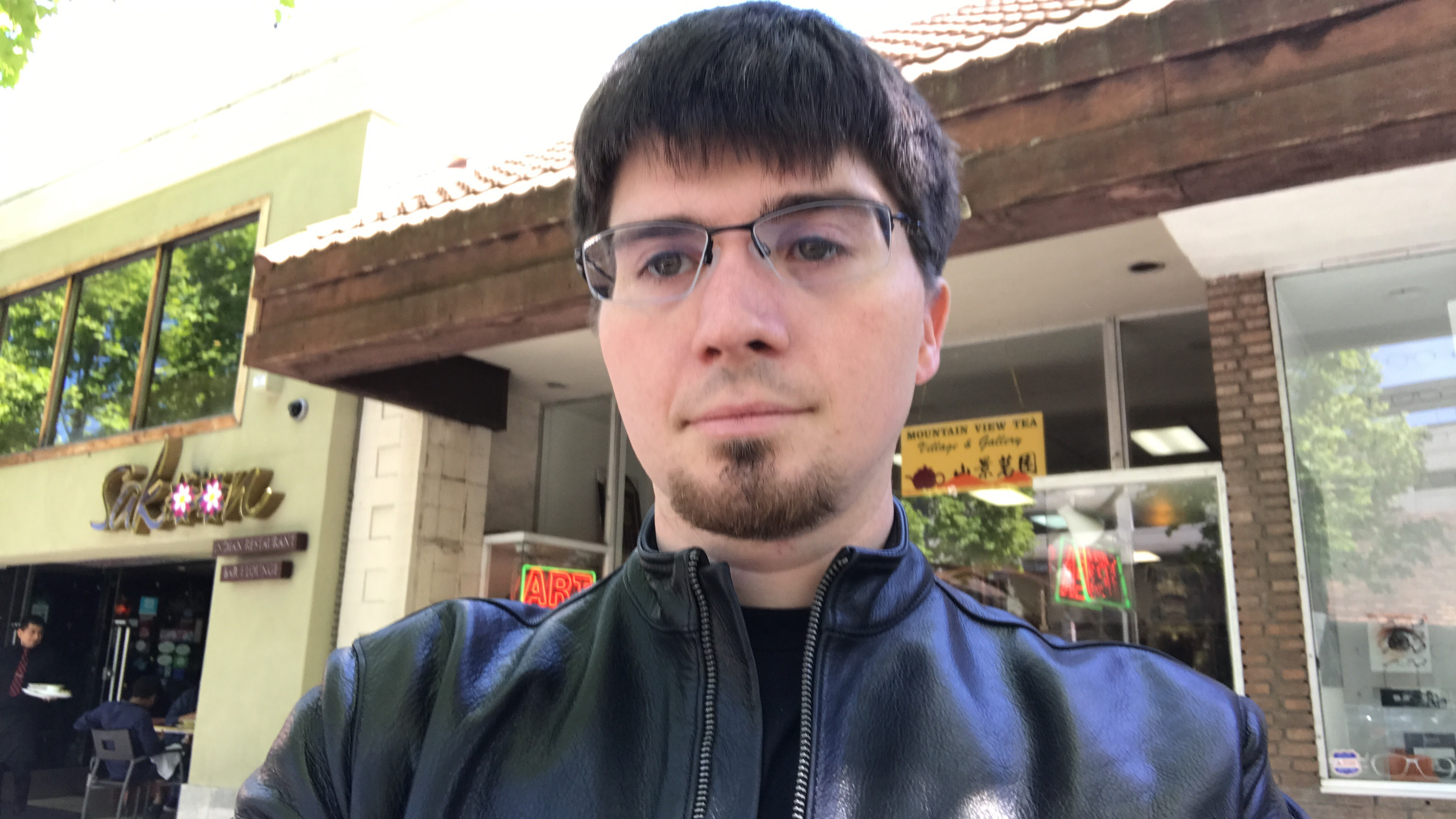
Ian Goodfellow

Ian Goodfellow (geboren 1987) ist ein amerikanischer Informatiker und ehemaliger Director of Machine Learning bei Apple Inc.

## Leben und Wirken
Ian Goodfellow studierte an der Stanford University und promovierte anschließend an der Université de Montréal. Er ist der Erfinder der Generative Adversarial Networks. Weiterhin entwickelte er eine Bilderkennungsmethode zur Identifikation von Zahlen in Fotografien. Er arbeitete ab März 2017 bei Google Brain an der Entwicklung von Deep Learning. Er ist mit Aaron Courville und seinem Doktorvater Yoshua Bengio Verfasser des Standardwerks Deep Learning (Adaptive Computation and Machine Learning).
Im März 2019 wechselte Goodfellow von Google zu Apple Inc. und besetzte dort bis Mai 2022 den Posten des Director of Machine Learning. Er verließ das Unternehmen, da Apple seine Mitarbeiter aus dem Homeoffice zurück in die Büros vor Ort bestellt.

## Schriften
- mit Yoshua Bengio und Aaron Courville: Deep Learning (Adaptive Computation and Machine Learning), MIT Press, Cambridge (USA), 2016. ISBN 978-0-262-03561-3.